# Hotel Avenida Palace
O Hotel Avenida Palace é um hotel histórico localizado na Rua Primeiro de Dezembro, n.º 125 - 145 e Praça dos Restauradores, n.º 1 - 9, em Lisboa, em Portugal.
Foi construído entre 1890 e 1892 pela Real Companhia dos Caminhos de Ferro Portugueses para servir de apoio à Estação Ferroviária do Rossio, num terreno ao lado desta estação e pertencente ao mesmo proprietário. O projeto, em estilo eclético afrancesado, é de José Luís Monteiro e seguiu o caminho de hotel, mas sem os condicionalismos estilísticos que tinham sido impostos inicialmente para a Estação do Rossio.
Está classificado como Imóvel de Interesse Público desde 1977.